# Strathmiglo
Strathmiglo, (Gaelico scozzese, Srath Mioglach), è un villaggio del Fife, Scozia, Regno Unito situato sulle sponde del River Eden, nelle vicinanze di Auchtermuchty e di Falkland, con una popolazione di circa 1 000 abitanti.